# 14853 Shimokawa
14853 Shimokawa este un asteroid din centura principală de asteroizi.

## Descriere
14853 Shimokawa este un asteroid din centura principală de asteroizi. A fost descoperit pe 30 septembrie 1989 la Kitami de Kin Endate și Kazuro Watanabe. Asteroidul prezintă o orbită caracterizată de o semiaxă mare de 2,56 ua, o excentricitate de 0,30 și o înclinație de 6,7° în raport cu ecliptica.